# فهرست جایزه‌ها و نامزدی‌های بی‌تی‌اس
بی‌تی‌اس گروه پسرانهٔ هفت نفرهٔ اهل کره جنوبی شکل گرفته زیر نظر بیگ هیت انترتینمنت و متشکل از سه رپر (آراِم، شوگا و جی-هوپ) و چهار وکالیست (جین، جیمین، وی و جونگ‌کوک) است. نخستین آلبوم تک‌آهنگ گروه، خیلی خفن برای مدرسه (۲۰۱۳) و به دنبال آن انتشار آلبوم چندآهنگهٔ (ئی‌پی) اوه! تو هم دیرت شده؟ (۲۰۱۳) هرچند که موفقیت تجاری کمی داشتند اما این گروه در طی اواخر سال ۲۰۱۳ و اوایل سال ۲۰۱۴ برندهٔ چندین جایزهٔ آرتیست تازه‌کار شد. این گروه دومین ئی‌پی خود را با نام ماجرای عشقی مدرسه (۲۰۱۴) و نخستین آلبوم استودیویی، تاریک و وحشی (۲۰۱۴)، را درسال بعد منتشر کرد، که جوایز کمتری را دریافت کردند. تک‌اهنگ لید ماجرای عشقی مدرسه به نام «پسری با عشق»، نامزد جایزهٔ بهترین اجرای رقص (مرد) در جوایز موسیقی آسیایی ام‌نت ۲۰۱۴ و تاریک و وحشی برندهٔ جایزهٔ دیسک بونسانگ در جوایز گلدن دیسک ۲۰۱۵ شد. سومین ئی‌پی بی‌تی‌اس، زیباترین لحظه در زندگی، قسمت ۱ (۲۰۱۵) برندهٔ جایزهٔ دیسک بونسانگ درجوایز گلدن دیسک ۲۰۱۶ شد و تک‌آهنگ لید آن، «به تو نیاز دارم»، جایزهٔ بهترین رقص خوانندهٔ مرد را در جوایز موسیقی ملون ۲۰۱۵ دریافت کرد. ئی‌پی بعدی گروه، زیباترین لحظه در زندگی، قسمت ۲ (۲۰۱۵) نامزد جایزهٔ آلبوم سال در جوایز موسیقی جدول گائون ۲۰۱۶ برای سه ماههٔ چهارم شد. نخستین آلبوم گردآوری‌شدهٔ کره‌ای بی‌تی‌اس، زیباترین لحظه در زندگی: همیشه جوان (۲۰۱۶)، نخستین جایزهٔ دسانگ را برای بی‌تی‌اس در جوایز موسیقی ملون ۲۰۱۶ به ارمغان آورد و همچنین گروه برندهٔ جایزهٔ آرتیست سال در جوایز موسیقی آسیایی ام‌نت ۲۰۱۶ شد. دومین تک‌آهنگ لید این آلبوم، «آتش»، نامزد دریافت جایزهٔ بهترین رقص – گروه پسرانه در جوایز موسیقی ملون سال ۲۰۱۶ شد.
دومین آلبوم استودیویی گروه، بال‌ها (۲۰۱۶)، برندهٔ آلبوم سال در بیست و ششمین جوایز موسیقی سئول و برندهٔ آلبوم سال – سه ماههٔ چهارم در جوایز موسیقی جدول گائون ۲۰۱۷ شد. تک‌آهنگ لید این آلبوم، «خون عرق و اشک»، نامزد دریافت جایزهٔ آهنگ سال در جوایز موسیقی آسیایی ام‌نت ۲۰۱۶ شد. «روز بهاری»، یک تک‌آهنگ از آلبوم ری‌پکیج بال‌ها به نام هیچوقت تنها نیستی (۲۰۱۷)، باعث شد که گروه برای نخستین بار برندهٔ جایزهٔ مهم و بزرگ آهنگ سال در نهمین جوایز موسیقی ملون شود. پنجمین ئی‌پی بی‌تی‌اس، عاشق خودت باش: او (۲۰۱۷)، و تک‌آهنگ «دی‌ان‌ای» برای گروه جایزهٔ موسیقی‌دان سال را در پانزدهمین جوایز موسیقی کره‌ای به ارمغان آورد و این ئی‌پی برندهٔ دیسک بونسانگ در سی و دومین جوایز گلدن دیسک و آلبوم سال – سه ماههٔ سوم در جوایز موسیقی جدول گائون ۲۰۱۸ شد. سومین آلبوم استودیویی بی‌تی‌اس، عاشق خودت باش: اشک (۲۰۱۸)، برندهٔ هر دو جایزهٔ آلبوم سال در مراسم‌های جوایز موسیقی ملون ۲۰۱۸ و جوایز موسیقی آسیایی ۲۰۱۸ شد. تک‌آهنگ لید این آلبوم، «عشق دروغین»، برنده هر دو جایزهٔ آهنگ سال و بهترین آهنگ پاپ در شانزدهمین جوایز موسیقی کره‌ای شد. دومین آلبوم گردآوری شدهٔ گروه، عاشق خودت باش: پاسخ (۲۰۱۸)، برای بی‌تی‌اس جایزهٔ آرتیست سال در جوایز موسیقی آسیایی ۲۰۱۸ و دیسک دسانگ در سی و سومین جوایز گلدن دیسک را به ارمغان آورد. در مراسم اهدای جوایز موسیقی ملون سال ۲۰۱۹، بی‌تی‌اس به اولین گروهی تبدیل شد که همهٔ جایزه‌های دسانگ در یک مراسم اهدای جوایز پایان سال به خاطر ششمین آلبوم چندآهنگهٔ خود به نام نقشه روح: پرسونا و تک‌آهنگ لید آن «پسری با عشق» (۲۰۱۹)، به دست می‌آورد. این گروه همچنین برندهٔ چهار جایزهٔ دسانگ در جوایز موسیقی آسیایی ام‌نت سال ۲۰۱۹ شد و این گروه را به هنرمند با بیشترین برندهٔ جایزهٔ دسانگ در تاریخ مراسم اهدای جوایز موسیقی آسیایی ام‌نت و همچنین هنرمند با بیشترین تعداد برندهٔ دسانگ در کل تبدیل کرد. در سال بعد، بی‌تی‌اس این رکورد را تمدید کرد، زمانی که آنها دوباره برندهٔ همهٔ جایزه‌های دسانگ در هر دو مراسم اهدای جوایز موسیقی ملون ۲۰۲۰ و مراسم اهدای جوایز موسیقی آسیایی ام‌نت ۲۰۲۰ شدند. در دسامبر ۲۰۲۱، آن‌ها در مجموع برندهٔ ۶۳ جایزهٔ دسانگ بودند و تنها هنرمند —و همچنین به عنوان بیشترین دریافت کنندهٔ جایزه— در تاریخ کره جنوبی به حساب می‌آیند.
بی‌تی‌اس ۲۳ رکورد جهانی گینس را در کارنامه دارد، از جمله برای بیشترین بازدید در توئیتر و بیشترین ویدیو/موزیک ویدیوی بازدید شده در ۲۴ ساعت در یوتیوب، که دومی را به‌طور متوالی هر سال از سال ۲۰۱۸ بدست می‌آورند و اخیراً برای آهنگ «کره» این عنوان را بدست آورده‌اند. بعد از تصاحب ۱۳ رکورد جهانی تنها در سال ۲۰۲۱، گروه وارد مجموعهٔ رکورد تالار مشاهیر ۲۰۲۲ شد. آنها از سال ۲۰۱۷ به‌طور متوالی جایزهٔ تاپ سوشال آرتیست بیلبورد را بدست آورده‌اند و تنها گروه کی-پاپ هستند که جایزهٔ Top Duo/Group در جوایز موسیقی بیلبورد را بدست می‌آورند. آنها همچنین تنها گروه کی-پاپ هستند که برندهٔ Favorite Duo or Group – Pop/Rock و Favorite Social Artist در جوایز موسیقی آمریکا می‌شوند این گروه جایزه کم طرفدار ترین گروه و در سال ۲۰۲۱، اولین اکت آسیایی در تاریخ این مراسم بودند که برندهٔ جایزهٔ بهترین آرتیست سال شدند. آنها اولین اکت پاپ کره‌ای هستند که موفق به دریافت جایزهٔ گرمی و همچنین اولین هنرمند کره‌ای هستند که موفق به دریافت نامزدی جایزهٔ بریت می‌شوند. بی‌تی‌اس همچنین در فهرست تایم ۱۰۰ در سال ۲۰۱۹ قرار گرفته‌است و آنها جوانترین افرادی هستند که نشان لیاقت فرهنگی کره جنوبی را دریافت کرده‌اند. آنها توسط رئیس‌جمهور کره جنوبی، مون جه-این، در ژوئیه ۲۰۲۱ به عنوان نمایندهٔ ویژهٔ ریاست‌جمهوری برای دیپلماسی عمومی منصوب شدند. در سال ۲۰۲۲، این گروه ۱۰ جایزه در سی و ششمین مراسم اهدای جوایز گلد دیسک ژاپن، از جمله جایزهٔ آرتیست سال (آسیا) برای چهارمین سال متوالی را به دست آورد و به آرتیست خارجی با بیشترین برنده در تاریخ این مراسم —در کل ۳۰ بار— تبدیل شدند. آنها تنها آرتیست خارجی هستند که به این بردهای متوالی در این دسته‌بندی دست پیدا کرده‌اند و ۱۰ جایزه در یک مراسم را برنده شده‌اند.